# کورنینگ ۳۴۴۱۹
سیارک ۳۴۴۱۹ (به انگلیسی: 34419 Corning، نامگذاری:2000SA7) سی و چهار هزار و چهارصد و نوزدهمین سیارک کشف شده‌است که در ۲۰ سپتامبر ۲۰۰۰ کشف شد.